# 페로 제도의 박물관 목록
다음 목록은 페로 제도의 박물관 목록이다.

## 목록
| 박물관                  | 위치                      |
| ----------------------- | ------------------------- |
| 루스 스미스 미술관      | 수두로이섬                |
| 미리 박물관             | 수두로이섬                |
| 보귀르 박물관           |                           |
| 보귀르 해양 박물관      | 수두로이섬                |
| 트뵈로이리 박물관       | 수두로이섬                |
| 페로 제도 국립박물관    | 스트레이모이섬 토르스하운 |
| 페로 제도 미술관        | 스트레이모이섬 토르스하운 |
| 포르케리 박물관         |                           |
| 후시드 우탄 안나 박물관 |                           |